# Vester Nebel (Esbjerg Kommune)
 Denne artikel omhandler byen Vester Nebel (Esbjerg Kommune). Der er også andre byer med dette navn, se Vester Nebel (Kolding Kommune).
Vester Nebel er en lille landsby med 412 indbyggere  (2024), beliggende i Vester Nebel Sogn, ca. 11 kilometer fra Esbjerg. Landsbyen ligger i Esbjerg Kommune og tilhører Region Syddanmark.
Vester Nebel opstod ved Vester Nebel Kirke omkring 1901, hvor den fik smedje og brugsforening med foderstofforening. Et forsamlingshus kom til i 1906 og et andelsmejeri i 1909. Brugsforeningen, foderstofforening og andelsmejeriet er dog nedlagte i dag. Den første skole var fra 1829. Byens nuværende skole, der fortsat er i brug, huses i bygninger fra 1956.
I dag er Vester Nebel satellitby til Esbjerg, men har en lang række små virksomheder og har et rigt foreningsliv.
Det gamle Vester Nebel (Gl. Nebel) var en samling gårde, som lå 1 km mod nordvest. Det var en landsby af gammel oprindelse, som kan spores tilbage til 1300-tallet. Oprindeligt hed den Nybøl. Senere også kendt under navnet Sønder Nebel/Nybøl for at skelne den fra Nørre Nebel i Vester Horne Herred.